# The Smurfs Dance Party
The Smurfs Dance Party är ett TV-spel till Wii i genren dansspel utvecklad och publicerad av Ubisoft. Den släpptes 19 juli 2011 i Nordamerika, 29 juli 2011 i Europa och 8 september 2011 i Australien.

## Spelupplägg
Spelupplägget är lik Ubisofts spelserie Just Dance. Man kan välja att spela som Papa Smurf (Gammelsmurfen), Clumsy Smurf (Klumpsmurfen), Brainy Smurf (Glassögonsmurfen), Gutsy Smurf, Smurfette (Smurfan) och Gargamel.

## Låtar
Det finns sammanlagt 24 låtar.
| Sång                                              | Artist                             | Svårighetsgrad | Ansträngning | År   | Spelarläge | Dansare | Karaktärer               |
| ------------------------------------------------- | ---------------------------------- | -------------- | ------------ | ---- | ---------- | ------- | ------------------------ |
| A Year Without Rain*                              | Selena Gomez & the Scene           | 3              | 2            | 2010 | Duet       | ♀/♂     | Smurfette/Clumsy         |
| Barbra Streisand*/(3)                             | Duck Sauce                         | 1              | 2            | 2010 | Solo       | ♂       | Papa                     |
| Blame It on the Boogie*/(2014)                    | Mick Jackson                       | 2              | 2            | 1978 | Solo       | ♂       | Gargamel                 |
| Boom Shack-A-Lak*                                 | Apache Indian                      | 1              | 2            | 1993 | Solo       | ♂       | Grouchy                  |
| Everybody Up                                      | Smurfan                            | 1              | 2            | 2011 | Solo       | ♀       | Smurfette                |
| Gargamel                                          | Gargamel                           | 1              | 1            | 1981 | Solo       | ♂       | Gargamel                 |
| Go Go Go Get It                                   | Drew Ryan Scott                    | 1              | 3            | 2011 | Trio       | ♂/♂/♂   | Gutsy/Papa/Brainy        |
| Higher*                                           | Taio Cruz                          | 3              | 3            | 2011 | Solo       | ♂       | Gutsy                    |
| I Wanna Dance with Somebody (Who Loves Me)*       | Whitney Houston                    | 2              | 2            | 1987 | Trio       | ♂/♀/♂   | Clumsy/Smurfette/Grouchy |
| Just the Way You Are*                             | Bruno Mars                         | 1              | 1            | 2010 | Solo       | ♂       | Brainy                   |
| Living Color                                      | -                                  | 2              | 3            | 2011 | Trio       | ♂/♂/♂   | Gusty/Grouchy/Brainy     |
| Smurfs (Main Title)                               | Smurfarna                          | 1              | 1            | 1981 | Trio       | ♀/♂/♂   | Smurfette/Papa/Clumsy    |
| Walk This Way                                     | Aerosmith                          | 3              | 3            | 1975 | Duet       | ♂/♂     | Grouchy/Brainy           |
| Like Whoa*                                        | Aly and AJ                         | 1              | 2            | 2007 | Duet       | ♀/♂     | Smurfette/Brainy         |
| More Than a Name                                  | Drew Ryan Scott                    | 1              | 1            | 2011 | Solo       | ♂       | Clumsy                   |
| Mr. Smurfastastic                                 | Justin T. Bowler                   | 1              | 1            | 2011 | Duet       | ♂/♂     | Clumsy/Grouchy           |
| One of the Boys                                   | Katy Perry                         | 2              | 3            | 2008 | Solo       | ♀       | Smurfette                |
| Smurfberry-licious                                | Tom Zehnder                        | 2              | 2            | 2011 | Trio       | ♂/♂/♀   | Papa/Clumsy/Smurfette    |
| The Noisy Smurf                                   | Walmes Steeges                     | 2              | 2            | 2011 | Trio       | ♂/♀/♂   | Grouchy/Smurfette/Clumsy |
| Very Blue Moon                                    | Tom Zehnder                        | 3              | 3            | 2011 | Trio       | ♂/♂/♂   | Papa/Brainy/Clumsy       |
| We Have Us                                        | -                                  | 1              | 1            | 2011 | Trio       | ♂/♂/♂   | Gutsy/Papa/Brainy        |
| I Like to Move It (Radio Mix)*/(1)/(3DLC)/(K2014) | Reel 2 Real feat. The Mad Stuntman | 2              | 3            | 1993 | Trio       | ♂/♂/♂   | Papa/Gutsy/Clumsy        |
| Welcome to NY                                     | Mike Eagle and Tom Zehnder         | 2              | 2            | 2011 | Duet       | ♂/♂     | Clumsy/Grouchy           |
| Who Let the Dogs Out? (1)/(3DLC)/(K)              | Baha Men                           | 2              | 3            | 2000 | Solo       | ♂       | Gargamel                 |
| Walking on Sunshine (T)/(K2014)                   | Katrina and the Waves              | 2              | 2            | 1985 | Duet       | ♀/♂     | Smurfette/Papa           |

- En "*" visar att låten är en cover-version, inte originalet.
- En "(T)" visar att låten är en Toys "R" Us-exklusiv.
- En "(1)" visar att låten finns även med i  Just Dance.
- En "(3)" visar att låten finns även med i Just Dance 3.
- En "(2014)" visar att låten finns även med i Just Dance 2014.
- En "(K)" visar att låten finns även med i Just Dance Kids.
- En "(K2014)" visar att låten finns även med i Just Dance Kids 2014.
- En "(3DLC)" visar att låten finns även som ett i DLC i Just Dance 3.

## Mottagande
The Smurfs Dance Party mottogs med ett betyg på 3.0/10 från Gameplay Today.